# Granja de Rocamora
Granja de Rocamora – gmina w Hiszpanii, w prowincji Alicante, we wspólnocie autonomicznej Walencja, o powierzchni 7,17 km². W 2011 roku liczyła 2461 mieszkańców.